# Pakhshan Azizi
Pakhshan Azizi (in persiano پخشان عزیزی‎; Mahabad, 7 agosto 1984) è un'attivista curda per i diritti umani, prigioniera politica in Iran, arrestata a Teheran nell'agosto 2023, condannata a morte.

## Biografia
Pakhshan Azizi è nata in una famiglia curda che viveva a Mahabad, in Iran. Ha frequentato e si è laureata all'Università Allameh Tabataba'i di Teheran in assistenza sociale. Il 16 novembre 2009, mentre frequentava l'università, Azizi ha protestato insieme ad altri studenti curdi contro le esecuzioni politiche in Kurdistan. È stata arrestata e detenuta per la sua partecipazione al raduno di protesta. Dopo quattro mesi di detenzione, è stata rilasciata su cauzione il 19 marzo 2010 e ha deciso di trasferirsi nella regione del Kurdistan iracheno.  Nel 2015, Azizi ha iniziato a lavorare nel nord-est della Siria come assistente sociale e umanitaria, sostenendo i rifugiati e le vittime dello Stato islamico.

### Arresto (2023)
Azizi è stata arrestata a casa dei suoi genitori a Shahrak-e Kharrazi, Teheran, su ordine del Ministero dell'Intelligence il 4 agosto 2023. Anche il padre di Azizi, Aziz Azizi, e la sorella di Pakhshan, Pershang (alternativamente indicata come Pashang) Azizi e il marito di Pershang, Hossein Abbasi, sono stati arrestati.  I familiari di Pakhshan Azizi sono stati rilasciati dopo diversi giorni di interrogatorio, mentre Azizi è stata detenuta nel reparto 209 della prigione di Evin in isolamento. È rimasta in isolamento per diversi mesi, durante i quali ha riferito di essere stata picchiata fisicamente e torturata per estorcere confessioni, di essere stata privata di rappresentanza legale e di aver avuto negati gli incontri con la famiglia. L'11 dicembre 2023, Azizi è stata trasferita dall'isolamento nel reparto femminile del carcere di Evin.

### Processo e condanna
Nel febbraio 2024, Azizi è stato formalmente accusata di baghi, insurrezione armata, dalla sezione cinque dell'ufficio del procuratore di sicurezza di Evin. Il 23 luglio 2024, gli avvocati di Azizi sono stati informati che Azizi era stata condannata a morte dalla sezione 26 del Tribunale rivoluzionario islamico.
Il 16 luglio 2024, la Coalizione per le donne nel giornalismo ha rilasciato una dichiarazione di solidarietà con Azizi, condannando il suo arresto e il trattamento durante la detenzione. Il 24 luglio 2024, il giorno dopo che Azizi è stata informata della sua condanna, le prigioniere politiche del carcere di Evin hanno organizzato un sit-in per protestare contro la condanna a morte di Azizi. Il 9 settembre 2024, il "Centro per i diritti umani" in Iran ha rilasciato una dichiarazione congiunta insieme ad altre venticinque organizzazioni per i diritti umani, esortando l'Iran a revocare la condanna a morte di Azizi. Altri firmatari della dichiarazione includono l'Organizzazione Hengaw per i diritti umani, United4Iran, Justice for Iran e Iran Human Rights (IHRNGO). Il 30 settembre 2024, l'organizzazione per i diritti umani Amnesty International ha lanciato una campagna a favore di Azizi. L'organizzazione ha pubblicato un modello di lettera aperta indirizzata a Gholamhossein Mohseni Ejei, il Presidente della Corte Suprema dell'Iran, incoraggiando le persone a scrivere i propri appelli per conto di Azizi o ad utilizzare il modello di lettera. Il Comitato delle donne del Consiglio nazionale della resistenza iraniana ha condannato l'8 gennaio 2025 la decisione di morte presa nei confronti di Azizi. La corte suprema ha confermato la condanna. Nel febbraio 2025 lo sciopero generale nelle principali città del Kurdistan iraniano e la mobilitazione internazionale hanno spinto le autorità a "congelare il fascicolo", sospendendo temporaneamente la condanna. È tuttora a rischio esecuzione dopo il rifiuto di revisione del processo.